# Mesir macunu
Il Mesir macunu (turco: "pasta di mesir") è un dolce tradizionale turco che si ritiene abbia effetti terapeutici. La pasta di mesir fu inizialmente prodotta come medicina durante il periodo ottomano, ma in seguito divenne una parte importante delle festività locali nella città di Manisa. Le versioni precedenti del mesir macunu non erano dolci, ma piuttosto speziate.

## Storia

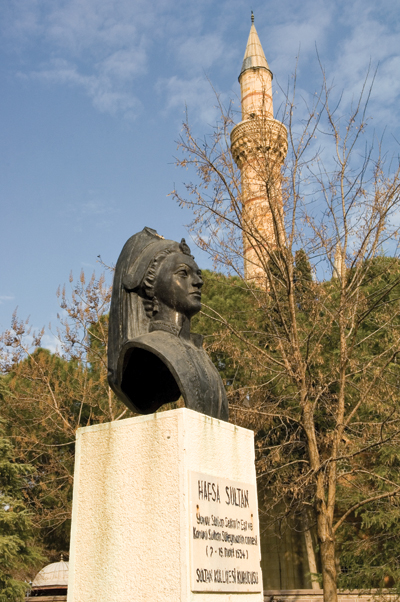
Busto nel Manisa parkı della consorte imperiale ottomana Ayşe Hafsa Sultan, initiatrice del Festival del Mesir macunu

L'invenzione della pasta di mesir macunu risale alla prima metà del XVI secolo nella città di Manisa, nella regione egea dell'anatolia.
Ayşe Hafsa Sultan, che divenne la moglie di Selim I e la madre di Solimano il Magnifico, dopo il suo collocamento dalla Crimea nell'Harem imperiale ottomano nel XVI secolo, dopo la morte del marito si ammalò gravemente durante un suo soggiorno a Manisa. Sfortunatamente i medici non riuscirono a trovare una cura, quindi Solimano consultò Merkez Muslihiddin Efendi, il capo della scuola teologica appartenente alla moschea del Sultano. Questi stava già preparando medicine usando erbe e spezie per i malati e costruì un piccolo ospedale vicino alla scuola. Dopo aver ricevuto la lettera di Suleyman riguardante sua madre malata, miscelò 41 diversi tipi di piante e spezie per formare una pasta medicinale e la mandò a palazzo. Quando Hafsa Sultan mangiò questa pasta, si riprese e volle condividere questa medicina miracolosa con gli altri. Con l'aumentare delle richieste da parte del popolo, il Sultano disse a Merkez Efendi di distribuire la pasta al popolo ogni anno nel corso di una festa. Come data della festa venne scelto il 22 marzo perché simboleggiava l'inizio della primavera e le cime delle cupole e dei minareti della Moschea del Sultano di Manisa vennero scelte a causa della loro posizione per la distribuzione. Al fine di garantire la distribuzione, il miele di erbe, essendo viscoso, venne avvolto nella carta e lanciato sotto forma di caramelle dalla cupola della moschea, in modo che la gente potesse prenderlo in piccoli pacchetti. La celebrazione del Mesir iniziò in questo modo intorno al 1527–28. Da allora, ogni anno intorno al 21 marzo, noto come festa di primavera di Newroz, migliaia di persone si radunano davanti alla Moschea del Sultano per catturare la pasta di Mesir avvolta nella carta e gettata dal tetto della moschea. Durante questa festa popolare si svolgono varie attività, come balli e sfilate. Per commemorare la guarigione della moglie del sultano, il mesir macunu è ancora oggi distribuito tra la popolazione. Nel 2009, a causa delle elezioni municipali locali in tutto il paese, il 469º Festival internazionale del mesir macunu venne rinviato e tenuto il 26 aprile. Nel frattempo, nel 2010, dal 21 al 28 marzo si è tenuta la 470ª edizione.
Nel 2012 la Festa del mesir macunu è entrata a far parte dei patrimoni immateriali dell'UNESCO.

## Preparazione

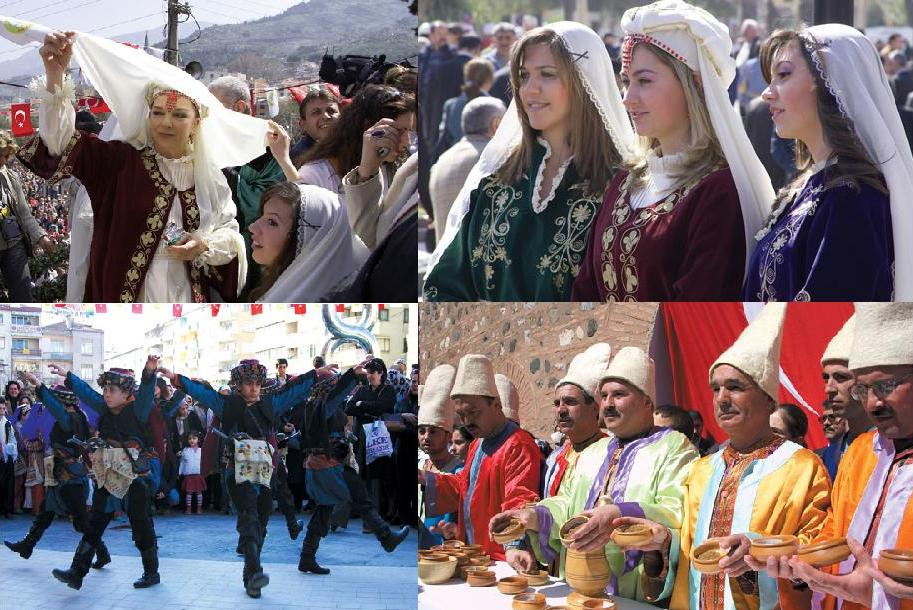
Festival del mesir macunu

Il mesir macunu è una miscela di 41 erbe medicinali, spezie, semi, radici e resine. Alla miscela viene quindi aggiunto del miele per formare una pasta scura appiccicosa. Ha un sapore dolciastro, aspro e speziato.

### Ingredienti
Il mesir macunu odierno è composto dai seguenti ingredienti:
zenzero, zedoària, cremor tartaro, kişmiş, kebabiye, galanga, noce di cocco, anice, pimento, hiyerşambe, colofonia, zağfran, Üdül Kahr, radice di Cina (proveniente da una varietà di smilax), senape, eksir, chiodi di garofano, indaco, estratto di liquirizia, teriaca, mirabolano giallo, finocchio, cumino, curcuma, cannella, pepe nero, olio di cumino nero, darıfülfül, rabarbaro, acido citrico, cardamomo, samli, vaniglia, zucchero, mosto d'uva addensato, hindistan çiçeği, scorza di limone, Galanda, teke mersini tohumu e buccia d'arancia.

## Uso
Si dice che il mesir macunu favorisca la salute, rafforzi le gengive, aumenti la capacità di concentrazione e abbia un effetto calmante. Inoltre, la pasta dovrebbe aiutare contro i problemi respiratori, i reumatismi, il mal di testa, il mal di schiena e i dolori lombari. Essa inoltre purifica il sangue, facilita la produzione di urina e stimola l'appetito.

## Dolci simili al Mesir macunu
Il macun, derivato dal mesir macunu, è una pasta toffee dolce turca originata da versioni speziate di quest'ultima.